# Partschefeld
Partschefeld ist ein Ortsteil der Gemeinde Uhlstädt-Kirchhasel im Landkreis Saalfeld-Rudolstadt in Thüringen. Das ursprünglich zweizeilige Straßendorf liegt an einem am Hügelrücken der Buntsandsteinhochfläche auf einer Höhe von 350 m über NN und hat etwa 120 Einwohner.

## Geschichte
Die erste urkundliche Erwähnung findet der Ort am 27. April 1344 als Perscherat in einer Verkaufsurkunde der Herrschaft Orlamünde und des Schlosses Weißenburg von Graf Heinrich von Orlamünde an den Markgraf Friedrich II. von Meißen verkauft. 1373 wurde der Ort in der Schreibweise Parscheval notiert.
Partschefeld war wohl zunächst eine slawische Siedlung. Im Zentrum des Ortes, neben der Kirche entstand ein Vorwerk, es gehörte zum Rittergut in Uhlstädt und wurde von einer Pächterfamilie verwaltet. Der Schafstall des Vorwerkes weist deutliche Spuren einer Befestigung auf. Gegen Ende des Dreißigjährigen Kriegs gab es 1647 Plünderungen seitens der Kaiserlichen Truppen. Der Ort gehörte nach dem Friedensschluss von Münster zum Herzogtum Sachsen-Altenburg, in der Folge gehörte er zum Westkreis, Amtsgerichtsbezirk Kahla.
Die erste Schule wurde 1707 errichtet. Die schlechte Bausubstanz verfiel rasch, daher wurde bereits 1774 ein neues Schulhaus errichtet. 1906 wurde mit dem Bau einer Wasserleitung begonnen. Die Arnstalquelle wurde gefasst. Sie hatte damals soviel Druck, dass ihr Wasser über eine Widderanlage ins Dorf gedrückt wurde.
Am 1. Dezember 1972 wurde Partschefeld in die Gemeinde Uhlstädt eingegliedert. Mit Uhlstädt wechselte der Ort am 1. Juli 2002 in die neue Gemeinde Uhlstädt-Kirchhasel.

### Name
Der Name des Ortes wurde mehrfach abgewandelt. So hieß er 1373 villa Parczeval, 1378 Parschefal, 1491 Patzelsdorff und von Partzefeilt um 1500 setzte sich dann Partschefeld durch.

## Sehenswertes
- Das älteste unverändert gebliebene Haus von Partschefeld stammt aus dem 16. Jahrhundert.
- Freibad am Bornteich
- Aussichtsturm auf dem Kreuzenberg (nur noch Reste der Grundmauer)
- Das Kulturhaus wurde in NAW-Arbeit durch die Partschefelder Bürger selbst errichtet.

## Wirtschaft
1780 wurden auf Befehl der Landesherren von Kochberg überall Weinberge angelegt und die Hügel zum Teil terrassiert. Der Erfolg war mäßig, auch spülte schnell das Regenwasser den sandigen Boden mitsamt den schweren Mauern wieder ab. Reste der Terrassen sind noch zu entdecken. Hier stehen jetzt noch zahlreiche Kirschbäume, die nach Aufgabe des Weinberges etwa um 1850/60 angepflanzt wurden. Mit dem Verkauf des Vorwerkes 1856 und der Abschaffung der Leibeigenschaft begann auch in Partschefeld der wirtschaftliche und kulturelle Aufschwung. Die Aufteilung und der Verkauf des Gutes ermöglichten den Bauern und Dörflern eigene Wirtschaften (Vieh, Obst und Getreide) zu entwickeln.